# アントニオ・ロサーティ
アントニオ・ロサーティ(1983年6月26日-)はイタリアの元サッカー選手。ポジションはGK。

## 経歴
2011年6月30日、300万ユーロでSSCナポリに移籍した。モルガン・デ・サンクティスの控え扱いであった。
2015年7月16日、ACペルージャに移籍金なしで加入した。
2018年7月12日、サルヴァトーレ・シリグのバックアッパーを探していたトリノFCに1年契約で加入した。
2021年2月1日、ACFフィオレンティーナに完全移籍で復帰することが発表された。
2022年8月16日、自身のインスタグラムで現役引退を発表した。